# Ošin Kilikijski
Ošin (armensko Օշին, latinizirano: Ošin) je bil od leta 1307 do 1320 kralj Armenskega kraljestva Kilikije, * 1282, † 20. julij 1320. 
Bil je iz Hetumidske dinastije, sin kilikijskega kralja Leona II.  in kraljice Keran.
Kralj je postal po umoru svojega nečaka Leona III. in brata Hetuma II. na pojedini, ki jo je priredil mongolski generalni guverner Kilikije Bilargu. Vzrok za umor je bila generalova želja, da bi v Sisu zgradil mošejo, kralja pa sta temu nasprotovala. Umorjena je podpiral mongolski ilkan Oldžejtu, ki je ukazal Bilarguja usmrtiti.
Tako kot njegov brat Hetum II. se je tudi Ošin zavzemal za združitev armenske in katoliške rimske cerkve, kar je med ljudmi vzbudilo nemalo nezadovoljstva. Združitev teh cerkva je bila predpogoj za pridobitev pomoči iz Evrope, hkrati pa tudi predmet velikega nezadovoljstva med Armenci, saj so bile katoliške križarske države pred tem vpletene v številne smrtonosne mejne spopade z Armensko Kilikijo. Ošin se je kljub temu obrnil na krščansko Evropo, saj je njegovo kraljestvo potrebovalo zaščito tako pred muslimanskimi Mameluki kot pred mongolskim Ilkanatom. Mongoli niso bili več zanesljiv zaveznik, saj so jih do takrat oslabile  nenehne vojne z Mameluki in notranji spori. 
Ošin je leta 1309 ukazal usmrtiti ženinega strica, armenskega maršala Ošina, ki je 23. julija 1298 na Smbatov ukaz zadavil njegovega brata Torosa III.
Ošinova sestra Izabela se je poročila z Amalrikom Tirskim. Ko je Amalrik od svojega brata Henrika II. Ciprskega prevzel oblast na Cipru, je Ošin Henrika zadržal v Kilikiji, po atentatu na Amalrika leta 1310 pa ga je osvobodil in mu dovolil oditi na Ciper. 

## Družina
Ošin je bil poročen trikrat. 
Prvič je bil poročen s svojo sestrično Izabelo Korikoško, s katero je imel sina Leona IV., rojenega leta 1309. Izabela je umrla leta 1310. 
Drugič je bil poročen z Izabelo Lusignansko, hčerko ciprskega kralja Huga III. in vdovo Konstantina Negirja, gospoda Parcerperta. Ošin se je od nje ločil pred letom 1316. Izabela je umrla leta 1319. 
Tretjič  se je poročil z Ivano Tarantsko februarja 1316 v Tarzu. Z njo je imel sina Jurija (1317 - po letu 1323). 

## Nasledstvo
Ošina je po smrti 20. julija 1320 nasledil njegov mladoletni sin Leon IV., včasih oštevilčen kot Leon V. Splošno prepričanje je bilo, da je Ošina zastrupil njegov bratranec in svak Ošin Korikoški. 